# Al Nasr Sporting Club
Pour les articles homonymes, voir Al Nasr.
Maillots
Actualités
Le Al Nasr Sporting Club (en arabe : نادي النصر الرياضي), plus couramment abrégé en Al Nasr, est un club koweïtien de football fondé en 1965 et basé à Koweït City, la capitale du pays.

## Palmarès
| \| - Championnat du Koweït : - Vice-champion : 1997. - Coupe du Koweït : - Finaliste : 1995. \| \| - Coupe de la Fédération du Koweït : - Finaliste : 2011. - Championnat du Koweït de deuxième division (3) : - Vainqueur : 1977-1978, 1986-1987 et 2006-2007. \| |  | |
| - Championnat du Koweït : - Vice-champion : 1997. - Coupe du Koweït : - Finaliste : 1995. |  | - Coupe de la Fédération du Koweït : - Finaliste : 2011. - Championnat du Koweït de deuxième division (3) : - Vainqueur : 1977-1978, 1986-1987 et 2006-2007. |

## Personnalités du club

### Entraîneurs
| - John Benson (1997) - Jaroslav Gürtler (1998 - 1999) - Ali Al Shammary (1999 - 2000) - Ali Al Shammary (2001 - 2002) - Abdelkader Youmir (2003 - 2004) - Slobodan Pavković (2004 - 2005) - Maher Al Shamary (2005) |  | - Fouzi Ebrahim (2005 - 2006) - Mser Al Adwani (2006) - Fernando Merquiez (2007 - avril 2008) - Mser Al Adwani (avril 2008) - Maher Al Shamary (2008 - 2009) - Marcelo Cabo (2009 - 2010) |  | - Edgar Parreira (2010) - Maher Al Shamary (2010 - 2011) - Abdulaziz Al Hajri (2011) - Valeriu Tița (2011) - José Rachão (2011) - Falah Ghanem |